# Glöm inte tandborsten
Glöm inte tandborsten var ett TV-program i TV 4 under perioden 15 september–17 november 1994 med Joakim Geigert som programledare samt Kajsa Mellgren som bisittare och Anders G Carlsson som sidekick/trombonist i husbandet som leddes av Svante Persson.

## Upplägg
På läktarna satt publik, som skulle ta med sig en tandborste för att någon i publiken vann en resa men var tvungen att åka direkt efter inspelningen. I varje avsnitt uppträdde en bortglömd kändis; ett inslag som i original hette "Sad Celebrity".

## Produktion
Programmet var en svensk version av "Don't Forget Your Toothbrush" med Chris Evans som upphovsman och programledare. Programmet producerades av Kanon TV och spelades in i Victoriahallen. Svensk producent var Bo Rehnberg.